# Axelrodia
Axelrodia is een geslacht van straalvinnige vissen uit de familie van de karperzalmen (Characidae).

## Soorten
- Axelrodia lindeae Géry, 1973
- Axelrodia riesei Géry, 1966
- Axelrodia stigmatias (Fowler, 1913)